# Fecha juliana
La fecha juliana, data juliana o día juliano (DJ) es el número de días y fracción transcurridos desde el mediodía del 1 de enero del año 4713 a. C. La inventó José Justo Escalígero en 1583 y lleva tal nombre en honor a ilustre cónsul Cayo Julio César, como el autor expresamente menciona en su obra De emendatione temporum, y no tanto en honor a su padre, Julio César Escalígero, como muchos autores tienden a considerar.

## Descripción

### Reforma gregoriana
Para fechar fenómenos astronómicos o históricos lejanos es difícil considerar los cambios que ha habido en los calendarios de las diversas culturas. Aun considerando exclusivamente la historia de Europa occidental, en 1582 ocurre la reforma gregoriana por la que se suprimen como años bisiestos los años seculares no divisibles por 400 (así 1700, 1800 y 1900 dejan de ser bisiestos) y además se suprimen 10 días, los que van del 5 al 14 de octubre de 1582. Esta reforma no fue aceptada inmediatamente por los estados protestantes ni los cristianos ortodoxos, que todavía usan el calendario juliano para fijar cada año la fecha de la Pascua.

### La propuesta de Escalígero
Si se pretende averiguar el lapso transcurrido entre dos eclipses lejanos, aunque sean del mismo calendario, hay que llevar cuenta de los bisiestos transcurridos, lo que se complica aún más si uno es del calendario juliano y otro del gregoriano. Por esto en el mismo año 1583, José Escalígero de Leiden creó una escala continua de tiempo producto de tres ciclos de calendarios: 
28 (ciclo solar) × 19 (ciclo lunar) × 15 (ciclo de indicción) = 7980 años 
Su época comienza cuando se solapaba el inicio del primer año de cada uno de los tres ciclos, retrotrayéndose lo suficiente en el tiempo hasta encontrar esa triple coincidencia. Así se fijó su origen (inicio del día 1) en el mediodía del 1 de enero del año 4713 a. C. del calendario juliano proléptico y contando los días solares correlativamente. Este número se llama fecha o data juliana. El 4 de agosto de 2019 a las 12 h UTC se completa el día 2 458 700. 
Así, si se introduce para la fecha 12,3,-3283 se entiende el año 3284 a. C. La primera forma de designar la fecha se llama astronómica y la segunda fecha histórica. 
La fecha juliana es una cuenta continua de días y fracciones contados desde un punto inicial fijo. En este momento, el día en que consultas el presente artículo (28 de julio de 2025, a las 12:49 TU), la fecha juliana es 2460885.0340278. La parte entera (2460885) corresponde al día de hoy (desde el mediodía pasado hasta el próximo mediodía); la fracción indica la fracción de día transcurrida desde el último mediodía (de forma que 0,5 sería la medianoche TU).
En computación, una variable de coma flotante de doble precisión (64 bits) permite representar una fecha juliana con 1 milisegundo de precisión.

## Cálculo del día juliano
El día juliano se puede calcular mediante la siguiente fórmula:
{\textstyle JD=\lfloor 365,25(Y+4716)\rfloor +\lfloor 30,6001(M+1)\rfloor +D+B-1524,5}
Dónde:
{\displaystyle \lfloor x\rfloor } es la función piso.
M es el número de mes de la fecha a convertir (marzo=3, abril=4, mayo=5, etc.). Si el mes es enero o febrero (1 y 2 respectivamente), se le suma 12 al valor del mes.
Y es el año. Si la fecha a convertir es en enero o febrero, se le resta 1 al valor del año. Además si el año a convertir es a.c, se le suma 1 al valor del año.
D es el día del mes a las 00:00:00 UTC. Para calcular la fecha en una hora específica se utiliza la fórmula: {\displaystyle D_{m}+{\frac {h}{24}}+{\frac {m}{1440}}+{\frac {s}{86400}}}, donde {\displaystyle D_{m}} es el día del mes, h es el número de horas, m es el número de minutos y s es el número de segundos.
A es la primera cantidad auxiliar. Se calcula de la forma: {\displaystyle \left\lfloor {\frac {Y}{100}}\right\rfloor }.
B es la segunda cantidad auxiliar. Se calcula de la forma: {\displaystyle 2-A+\left\lfloor {\frac {A}{4}}\right\rfloor }para el 15 de octubre de 1582 o fechas posteriores. Si la fecha a convertir es anterior o igual al 4 de octubre de 1582, el valor de B es 0.
NOTA: Debido a la reforma gregoriana del calendario en 1582, se pasó del jueves 4 de octubre al viernes 15 de octubre, por lo que los días intermedios jamás existieron.

### Ejemplo
Calcular el día juliano del 1 de enero del año 2019 a las 12:00:00 UTC
{\displaystyle Y=2019-1=2018}
{\displaystyle M=1+12=13}
{\displaystyle D=1+{\frac {12}{24}}+{\frac {0}{1440}}+{\frac {0}{86400}}=1,5}
{\displaystyle A=\left\lfloor {\frac {2018}{100}}\right\rfloor =20}
{\displaystyle B=2-20+\left\lfloor {\frac {20}{4}}\right\rfloor =-13}
{\displaystyle DJ=\lfloor 365,25(2018+4716)\rfloor +\lfloor 30,6001(13+1)\rfloor +1,5+(-13)-1524,5=2458485,00000}

## Explicación del cálculo
El número de día juliano (DJ) será el resultado de sumar los siguientes términos:
AA: Números de días correspondientes al número de años completos transcurridos desde el inicio del periodo juliano.
MM: Números de días correspondientes a los meses completos transcurridos desde el inicio del año.
DD: Número de días enteros transcurridos desde el inicio del mes + fracción de día correspondiente a la hora.
B: Ajuste de días NO bisiestos.
DJ  =  AA  +  MM  +  DD  -  B  -  (1461 + 62 + 1,5)
El último término (1461 + 62 + 1,5) es necesario como artificio de cálculo, tal y como se explica a continuación.
Numeración astronómica de años:
Los cálculos se hacen en base al año astronómico, que establece un año cero y años anteriores negativos (... -2 -1 0 1 2 ...)
La numeración astronómica establece el año 0 en el 1 a. C., de forma que el año 2 a. C. es el año -1, y así sucesivamente. Los años d. C. se mantienen tal cual.
La introducción de un año cero y años negativos permite aplicar la regla de que a los años bisiestos siempre le corresponde un número divisible por 4.
El primer año astronómico es el -4712 (año 4713 a. C. del calendario juliano proléptico)
Años bisiestos:
Para poder incluir en el cómputo los años bisiestos, se hace coincidir el inicio de año con el día 1 de marzo, de forma que los meses de enero y febrero se consideran del año anterior.
El primer mes es el mes 3 y el último el 14 (enero = 13, febrero = 14).
Para el cómputo, si mes < 3, restamos un año y añadimos 12 meses, con lo que el número de días resultante no se ve alterado por este cambio.
|     | SI      | ENTONCES                  | SINO                  |
| --- | ------- | ------------------------- | --------------------- |
| Año | Mes < 3 | Año = Año Astronómico - 1 | Año = Año Astronómico |
| Mes | Mes < 3 | Mes = Mes + 1             | Mes                   |

Términos en el cálculo:
A continuación se explica el cálculo para cada uno de los factores indicados:
AA - Factor debido al número de años:
AA  =  ENTERO_MENOR ( 365,25 * (Año + 4712 + 4) )
Multiplicamos 365,25 días medios por cada año, considerando el Año, más 4712 años (inicio del periodo juliano), más 4 años extras:
Al considerar 365,25 días medios por año se incluyen en el cálculo los años bisiestos (3 años de 365 + 1 año de 366 días).
Sumar 4712 años permite incluir los años positivos y negativos en el mismo cálculo, y hace que JD=0 ocurra en el año -4712.
Los 4 años extra junto con la fracción de día (0,25) son la clave: al reducir el producto al menor entero, cada 4 años se incluye un día más (año bisiesto).
Estos 4 años extras (1461 días) deben ser restados al final del cálculo.
MM - Factor debido al número de meses completos transcurridos desde el inicio del año:
MM  =  ENTERO_MENOR ( 30,6 * (Mes + 1) )
El número de meses completos transcurridos desde el inicio del año es M - 1.
El número de días medios de un mes es 365,25/12 = 30,4375
El número de días correspondientes a (Mes - 1) meses, coincide aproximadamente con el número de días medios multiplicado por el número de meses anteriores:
MM ≈ 30,4375 * (Mes - 1)
Sin embargo, no podemos utilizar directamente el número de días medios como factor, pues no produciría los valores coincidentes con el número de días reales de cada mes.
Tenemos que utilizar un factor de multiplicación que produzca para todos los meses el mismo desplazamiento, de forma que el exceso de días pueda ser compensado al final del cálculo mediante una resta única.
Los factores que cumplen dicho requisito son 30,6 y (Mes + 1). El factor ENTERO_MENOR (30.6001 * (Mes + 1) ) produce un exceso de 62 días para todos los valores de M, de forma que podemos usarlo para calcular los días correspondientes a los meses anteriores si compensamos luego el exceso de 62 días producido. La explicación de este artificio de cálculo puede entenderse mejor en con la siguiente tabla:
| Mes             | MAR | ABR | MAY | JUN | JUL | AGO | SEP | OCT | NOV | DIC | ENE | FEB |
| --------------- | --- | --- | --- | --- | --- | --- | --- | --- | --- | --- | --- | --- |
| Núm. mes        | 3   | 4   | 5   | 6   | 7   | 8   | 9   | 10  | 11  | 12  | 13  | 14  |
| Días del mes    | 31  | 30  | 31  | 30  | 31  | 31  | 30  | 31  | 30  | 31  | 31  | 29  |
| Días calculados | 122 | 153 | 183 | 214 | 244 | 275 | 306 | 336 | 367 | 397 | 428 | 459 |
| Días reales     | 60  | 91  | 121 | 152 | 182 | 213 | 244 | 274 | 305 | 335 | 366 | 397 |
| Diferencia      | 62  | 62  | 62  | 62  | 62  | 62  | 62  | 62  | 62  | 62  | 62  | 62  |

DD - Número de días enteros transcurridos desde el inicio del mes + la fracción de día correspondiente a la hora, minutos y segundos:
DD  =  Día  +  Hora/24  +  Minuto/1440  +  Segundo/86400

Puesto que el primer valor para JD = 0 ocurre a las 12 horas del día 1 (1,5 días), hemos de restar este valor (1,5) al cómputo final para poder obtener el valor JD correcto.
Años bisiestos gregorianos:

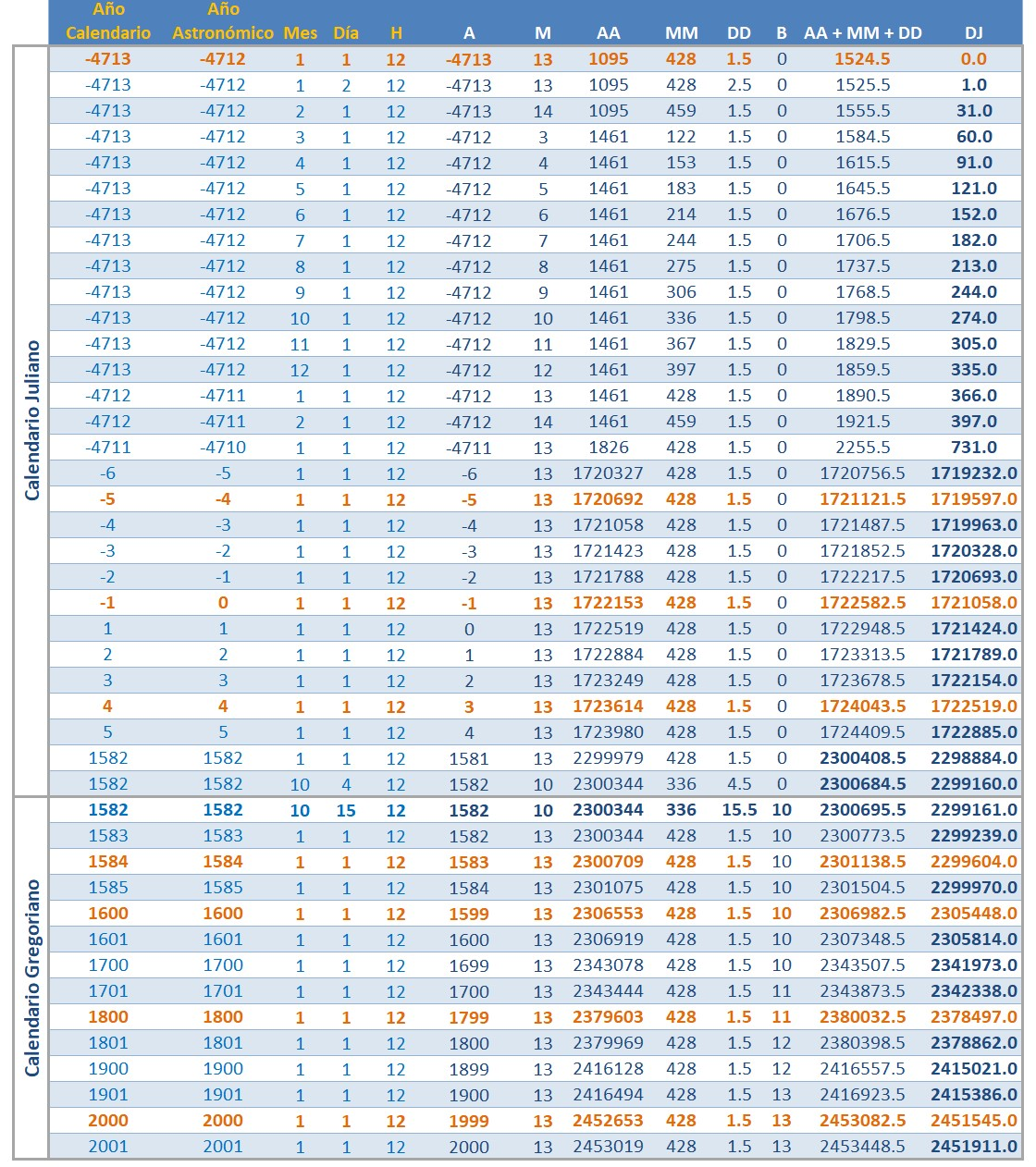
Tabla de cálculos de ejemplo.

Hasta ahora, el cómputo considera un año bisiesto cada 4 años, lo cual es válido para el calendario juliano y su extensión proléptica negativa anterior a la era común, pero no para los años en el calendario gregoriano, donde los años múltiplos de 100 no son bisiestos, salvo que también lo sean de 400. Esto nos obliga a introducir un factor de corrección (B) para fechas posteriores al 4/10/1582:
- SI  Fecha < 15/10/1852 (calendario juliano):   B = 0

- SINO (calendario gregoriano):  B = ENTERO_MENOR(Año/100) - ENTERO_MENOR(Año/400) - 2

El factor B computa los días correspondientes a los años que NO son bisiestos en el calendario gregoriano, es decir, los múltiplos de 100 que no son múltiplos de 400, más los 10 días de desfase corregidos con el cambio del calendario juliano al calendario gregoriano.
Hasta 1582 hay 15 múltiplos de 100 y 3 múltiplos de 400: (15 - 3) = 12 años no bisiestos según el cómputo gregoriano. Puesto que el primer valor de B para el 15/10/1582 debe ser igual a 10 (aún no hay años NO bisiestos que corregir), tenemos que restar 2 para convertir el valor inicial de 12 días en el valor de 10 días deseado, lo cual justifica la necesidad de restar 2 en el cálculo de B.
La tabla muestra los pasos de cálculo para fechas explicativas, con los años bisiestos marcados en naranja:

## J2000.0
En astronomía, J2000.0 se refiere a la fecha juliana 2451545.0 TT (Tiempo Terrestre), o 1 de enero de 2000, mediodía TT. Es equivalente al 1 de enero de 2000, 11:59:27.816 TAI, o 1 de enero de 2000, 11:58:55.816 UTC.
Esta fecha es usada ampliamente para indicar un instante en el tiempo estándar para la medición de las posiciones de los cuerpos celestes y otros acontecimientos estelares. Por ejemplo, aunque de forma imperceptible a simple vista, las estrellas se mueven en el espacio, y es necesario, para describir su posición en el firmamento, especificar la fecha a la que se refiere dicha posición.

## Variantes
| Nombre            | Época                                         | Cálculo                       | Valor actual  | Notas                                    |
| ----------------- | --------------------------------------------- | ----------------------------- | ------------- | ---------------------------------------- |
| Data juliana (DJ) | 12 h, 1 de enero de 4713 BC                   |                               | 2460885.03403 |                                          |
| DJ reducida       | 12 h, 16 de noviembre de 1858                 | DJ − 2400000                  | 60885.03403   | [ 2 ] [ 3 ]                              |
| DJ modificada     | 0 h, 17 de noviembre de 1858                  | DJ − 2400000.5                | 60884.53403   | Presentado por el SAO en 1957            |
| DJ truncada       | 0 h, 24 de mayo de 1968                       | parte entera (DJ − 2440000.5) | 20884         | Presentado por la NASA en 1979           |
| DJ Dublin         | 12 h, 31 de diciembre de 1899                 | DJ − 2415020                  | 45865.03403   | Presentado por la IAU en 1955            |
| DJ CNES           | 0 h, 1 de enero de 1950                       | DJ − 2433282.5                | 27602.53403   | Presentado por la CNES                   |
| DJ CCSDS          | 0 h, 1 de enero de 1958                       | DJ − 2436204.5                | 24680.53403   | Presentado por la CCSDS                  |
| DJ LOP            | 0 h, 1 de enero de 1992                       | DJ − 2448622.5                | 12262.53403   | Presentado por la LOP                    |
| Data Lilian       | 15 de octubre de 1582                         | parte entera (DJ − 2299159.5) | 161725        | Cuenta de días del calendario gregoriano |
| Rata Die          | 1 de enero del 1 proleptic gregorian calendar | parte entera (DJ − 1721424.5) | 739460        | Cuenta de días de la Era común           |
| Tiempo Unix       | 0 h, 1 de enero de 1970                       | (DJ − 2440587.5) × 86400      | 1753706940    | Cuenta de segundos                       |
| Data Marte-Sol    | 12 h, 29 de diciembre de 1873                 | (DJ − 2405522)/1.02749        | 53881.75717   | Cuenta de los días marcianos             |